# Gerhard Trumler
Gerhard Trumler (* 5. Dezember 1937 in Wien; † 23. Juli 2025 ebenda) war ein österreichischer Fotograf.

## Leben
Seine Kindheit verbrachte Trumler bis 1946 im niederösterreichischen Waldviertel, 1950 bekam er seine erste Kamera. Nach der Matura 1956 arbeitete er nach Unterbrechung seines Jusstudiums im Jahr 1957 zunächst als Fahrdienstleiter bei den Österreichischen Bundesbahnen und später als Fluglotse. Diese Tätigkeit beendete er, um sich dem Studium der Fotografie in München zu widmen, welches er 1966 in Wien abschloss. 1967 folgte noch eine Ausbildung zum Banker, begleitet von ersten Fotoarbeiten für die Zentralsparkasse der Gemeinde Wien.
1969 machte sich Trumler mit einem eigenen Fotostudio selbständig, es folgten Aufträge für Werbung, Schallplatten- und Computerindustrie und Banken. Bereits 1970 wurde ihm der Staatspreis für Werbung verliehen. Zwischen 1969 und ca. 1975 dokumentierte er auch den politischen Werdegang des Bundeskanzlers Bruno Kreisky und des Bundespräsidenten Rudolf Kirchschläger. Er fotografierte für zahlreiche internationale Publikationen wie Smithsonian, Geo, Life, Die Zeit, Neue Zürcher Zeitung, Frankfurter Allgemeine Zeitung und zahlreiche andere.
1978 veröffentlichte er seinen ersten Fotoband „Klösterreich“ zu Klöstern in Österreich, Bayern und der Schweiz. Es folgten etwa 150 weltweite Veröffentlichungen sowie über 200 Portfolios zu kulturellen und sozialkritischen Themen. Zahlreiche Werke wurden mit Auszeichnungen gewürdigt. Der Fotograf war unter anderem Träger des Ehrenkreuzes für Wissenschaft und Kunst der Republik Österreich, des Silbernen und Goldenen Ehrenzeichens für Verdienste um das Land Niederösterreich und der Albert-Schweitzer-Medaille für europäische Kulturpublizistik. Weiters war er seit 1987 Mitglied im Wiener Künstlerhaus, 1988 wurde ihm der Titel Professor verliehen.
Trumler fotografierte mit Leica- und Hasselblad-Kameras. Zu seinen markanten Stilmitteln zählten die Schwarzweißfotografie, mit der er gerne unscheinbare Details in alter bäuerlicher Kultur aber auch in städtischer Umgebung porträtierte. Er lebte mit seiner Familie in Wien und in Fraberg bei Langschlag im Waldviertel, wo er in der von ihm gegründeten Nordwald-Akademie Fotoworkshops veranstaltete. 

## Publikationen (Auswahl)
- Klösterreich. 1978.
- Der Böhmerwald. 1980.
- Das grosse Buch vom Bier. 1984.
- Wien um 1900. 1985.
- Niederösterreich, Portrait einer Industrielandschaft. 1986.
- Stationen der Erinnerung – Kultur und Geschichte in Österreichs alten Bahnhöfen. 1986.
- Geschichte der Photographie. 1988.
- Athos: heiliger Berg. 1990.
- Die schönsten Schlösser und Herrensitze in Osteuropa. 1991.
- Burgen, Schlösser, Paläste. 1992.
- Serie „Bunte Steine“, zu Kulturlandschaften in Österreich mit literarischen Texten von Adalbert Stifter, Ingeborg Bachmann und anderen, mehrere Auszeichnungen als Schönstes Buch Österreichs:
  - Granit (Waldviertel), 1994.
  - Katzensilber (Mühlviertel), 1996.
  - Bergkristall (Tirol), 1998.
  - Turmalin (Wien), 2000.
  - Kalkstein (Salzkammergut), 2005.
- Mühlviertel, 1997.
- Prag. Golem, Kafka, Schwejk. Mit Textcollagen von Gustav Meyrink: Der Golem ..., Brandstätter, Wien 2007, ISBN 978-3-85033-049-7.
- Kamp und Zwettl. die Bernsteinflüsse : Großer Kamp · Kleiner Kamp · Purzelkamp · Mühlkamp · Zwettlfluss. Verlag Bibliothek der Provinz, Weitra 2019, ISBN 978-3-99028-501-5.

## Ausstellungen (Auswahl)
- Böhmerwald, 1980, Neue Galerie Wien
- Portfolio, 1982, Photokina Köln
- Wiener Mode, 1988, The Fashion Foundation, Tokio
- Granit, 1994, Neue Galerie Linz
- Katzensilber – Land zwischen Mihel und Aist, 1996, Neue Galerie Linz
- Bunte Steine – Granit, 1998, Jagdschloss Augustusburg
- Hommage, 2000, Schloss Weinberg in Oberösterreich
- Photographien 1970–2000, 2001, Ausstellung des Kunsthistorischen Museums im Palais Harrach, Wien
- A Retrospective, 2002, Leica Gallery, New York
- Vienna my Love, 2008, Kiew